# 93 v. Chr.
Portal Geschichte | Portal Biografien | Aktuelle Ereignisse | Jahreskalender | Tagesartikel

◄ |
2. Jahrhundert v. Chr. |
1. Jahrhundert v. Chr. |
1. Jahrhundert |
►

◄ | 110er v. Chr. | 100er v. Chr. | 90er v. Chr. | 80er v. Chr. |
70er v. Chr. |
►

◄◄ | ◄ | 96 v. Chr. | 95 v. Chr. | 94 v. Chr. | 93 v. Chr. |
92 v. Chr. |
91 v. Chr. |
90 v. Chr. |
► |
►►
Staatsoberhäupter

## Ereignisse
- Konsul Gaius Valerius Flaccus wird nach Spanien geschickt, um einen Aufstand der Keltiberer niederzuwerfen.

## Geboren
- um 93 v. Chr.: Lucius Roscius Fabatus, römischer Politiker († 43 v. Chr.)

## Gestorben
- um 93 v. Chr.: Gaius Flavius Fimbria, römischer Politiker